# ファミスタ.熱闘
『ファミスタ.熱闘』（ファミスタ ドット ねっとう）は、かつてバンダイナムコゲームス（NBGI）が2010年からハンゲ.jpとmobage（旧モバゲーTOWN）で配信されていた携帯電話（i-mode・EZweb・Yahoo!ケータイ）向けソーシャルゲーム。
本項では、改良版の続編『ファミスタ.熱闘 -君とナイン-』についても解説する。

## ファミスタ.熱闘
NBGI・ナムコレーベルの野球ゲーム・ファミスタシリーズをベースとするソーシャルゲームで、2010年4月22日にサービス開始。2005年より配信しているオンラインゲーム『プロ野球ファミスタオンライン』に続き、NBGIとハンゲーム運営元・NHN Japanの共同開発・運営となっている。基本プレイ無料（通信費用別）、一部アイテム課金方式。
続編『君とナイン』へのサービス移行に伴い、2011年6月を以てサービスを終了した。

### ゲームシステム
プレイヤーは最初にチーム名を設定し、特訓と試合を繰り返しながらリーグ戦優勝を目指す。選手個人の名前や能力値などの設定は無く、スキル・パワー・スピードの3種類のチーム能力のみが設定されている。

### 特訓
特訓球（時間経過かアイテムで回復）の数に応じて選手を特訓する。特訓は全て自動で行われ、ボタンを12回押し特訓に成功した場合はフィールド上の選手9名の頭上に「Power Up」表示が出てスキル・パワー・スピードのいずれかの能力が成長する。通常特訓の場合、成長する能力はランダムだがアイテムを使用すると特定の能力を優先的に鍛えられる。
また、チームが一定レベルに達すると「スキル習得特訓」を受けられる。この特訓は通常の試合と同じ形式で行われ、1イニング（プレイヤーは必ず先攻）で相手投手から得点を奪って相手の攻撃を防ぎ切ると特訓成功となり、試合を有利に進められる様々なスキルを身に付けられる。

### 試合
試合球（時間経過かアイテムで回復）を消費して他のプレイヤーと対戦する。試合はフルオート形式で進行し、試合の途中でスキル・パワー・スピードの3種類のパラメータにじゃんけん方式の三すくみを組み合わせた相性でヒットかアウトが決まり、これを繰り返しながら試合を消化して行く。「パー対グー」のように三すくみで勝った場合、その打席に限り対応した能力値が2倍になる（相手も同様）。これを繰り返しながら、ルーキー・アマチュア・マイナーと所属リーグのランクを上げながら優勝を目指して行く。
また、ファミ友（他のプレイヤー）が育てているチームの選手を「助っ人」として臨時でチームに加入させることも出来る。

## ファミスタ.熱闘 -君とナイン-
2010年10月25日よりサービスを開始したシリーズ第2弾。前作よりもデータを細分化し、選手個人（データは架空）のパラメータを導入。また、球団施設の設備投資など経営シミュレーション的な要素が強化されている。
オープン戦やファミスタトーナメントの対戦相手は大半が本作限定の架空のチームだが、中には『ワールドスタジアムEX』に登場した草野球エラーズのように過去のシリーズ作品に登場した球団や、ナムコスターズ・戦国サムライズのようなシリーズで定番となっている球団も登場。150名以上の選手を収集するトレーディングカードゲームの要素も付加されている。
2011年12月5日より、iPhone・Android用アプリケーションの配信を開始した。
2015年3月25日をもってサービスを終了した。

### ゲーム進行
前作と異なり、特訓はチーム全体でなく選手個人を対象に行うようになっている。選手により攻撃・守備・走塁・投球（投球は投手のみ、それ以外の3種は野手）の4タイプが存在し、それぞれのタイプに合わせた育成を行うことで選手のレベルを上げて行く。特訓用の設備に投資を行うことで、一度のレベルアップで成長する能力値を底上げすることが可能。また、個々の選手は活躍出来る期間の「ピーク」が存在し、ピークを過ぎた選手はレベルが高くなっても能力が著しくダウンするため引退勧告を行うことになる。

### 試合の種類
通常のオープン戦と、本作より登場した「ファミスタトーナメント」の2種類が存在する。いずれも試合球（時間経過かアイテムで回復）を消費。
- オープン戦

オリジナルチームと対戦する。オープン戦で5勝することがファミスタトーナメントの参加資格となっている。
- ファミスタトーナメント

複数のランクが存在し、最初はオープン戦で5勝、その後はトーナメントで優勝した後に再度、オープン戦で5勝すればエントリーが可能になる。トーナメントは3勝すれば優勝であるが、途中で敗れても再挑戦可能。最初に挑戦するルーキートーナメントは1回、ビギナーズ以降のトーナメントは通期で3回優勝するごとにランクが上がって行く。
- ファン争奪戦

他のプレイヤーと対戦する。勝敗によりファン数が増減し、1回の試合で得られるFPが変化する。

#### 登場するチーム一覧
- 太字は決勝戦で対戦するチーム（固定）。予選・準決勝で登場するチームはランクが上がるとオープン戦にも登場する。

| トーナメント     | チーム名               | 監督          | 初出タイトル                 |
| ---------------- | ---------------------- | ------------- | ---------------------------- |
| （オープン戦）   | ネガーズ               | 殿道 六太郎   |                              |
| （オープン戦）   | ペーソス               | 瀬中手 語     |                              |
| （オープン戦）   | コールズ               | 氷藤 ぎん     | スーパーファミスタ           |
| （オープン戦）   | リーマンズ             | 襟糸 海道     | SUPERワールドスタジアム'98   |
| （オープン戦）   | オーシャンハーベスト   | 寿 つかさ     | スーパーファミスタ2          |
| ルーキー         | シローツ               | 頭武 シロト   |                              |
| ルーキー         | ツナギーズ             | 尻鳥 南太     | スーパーファミスタ3          |
| ルーキー         | 草野球エラーズ         | 股茂 失作     | ワールドスタジアムEX         |
| ビギナーズ       | ウケローズ             | 沼野 かっぱ   | スーパーファミスタ3          |
| ビギナーズ       | もえたんず             | もえたん      |                              |
| ビギナーズ       | ヤンチャーズ           | 権田野 ゴン   | ワンダースタジアム           |
| ビギナーズ       | アニマルズ             | 吠田 けん     | スーパーファミスタ           |
| ビギナーズ       | レッズ                 | 名園伏 免     | スーパーファミスタ           |
| フレッシュマン   | ハニースイーツ         | 栗野 たると   | スーパーファミスタ2          |
| フレッシュマン   | キャロッツ             | 一本手 人仁   |                              |
| フレッシュマン   | ウィンズ               | 春市 ばん     | スーパーファミスタ2          |
| フレッシュマン   | スカイバーズ           | ポッポ波戸山  | スーパーファミスタ           |
| フレッシュマン   | シスターズ1号          | 双生 マナ     |                              |
| ジュニア         | クラブス               | 波佐見 平八   |                              |
| ジュニア         | レフティーズ           | 左内 さわん   | プロ野球 ファミスタDS        |
| ジュニア         | フィッシャーズ         | 魚棚 青次     | スーパーファミスタ           |
| ジュニア         | 2丁目ドリームス        | 岡馬 鴨音     |                              |
| ジュニア         | シスターズ2号          | 双生 カナ     |                              |
| アマチュア       | 大和撫子プリティーズ   | 椿 なでしこ   | SUPERワールドスタジアム'98   |
| アマチュア       | シャインズ             | 曽且木 太陽   |                              |
| アマチュア       | ジョーモンズ           | 丈文寺 仁     |                              |
| アマチュア       | ボディコンシャス       | 流芽 ひとみ   | スーパーファミスタ2          |
| アマチュア       | サウルス               | 須手古 竜     | スーパーファミスタ           |
| マイナーズ       | ジューシーフルーツ     | 桜野 ちえり   | スーパーファミスタ2          |
| マイナーズ       | カットバス             | 鉄野 つとむ   | スーパーファミスタ3          |
| マイナーズ       | スピードスターズ       | 風間 はやて   |                              |
| マイナーズ       | スパイシーズ           | 杏瀬 りか     | スーパーファミスタ2          |
| マイナーズ       | パワーズ               | D.ラングレー  |                              |
| Aクラス          | ギャルズ               | 水輝 あげは   |                              |
| Aクラス          | アイアンズ             | 鋼野 堅造     | スーパーファミスタ           |
| Aクラス          | ニンジャーズ           | 服部 しのぶ   |                              |
| Aクラス          | アストロズ             | 未知野 政明   | スーパーファミスタ           |
| Aクラス          | ヒロインズ             | キャメロン    | ファミリースタジアムDX       |
| ダブルAクラス    | ワイルズ               | 鬼炎 万丈     |                              |
| ダブルAクラス    | ウォリアーズ           | 具凛辺 レイ   |                              |
| ダブルAクラス    | ひめざんす             | 椿姫 れいな   | MSX2版                       |
| ダブルAクラス    | ラ・ヴィ・アン・ローズ | 香辺良 望     | スーパーファミスタ2          |
| ダブルAクラス    | 侍ケンゴーズ           | 佐々木 コジロ |                              |
| トリプルAクラス  | ジュワイオクチュール   | 阿久亜 まりん | スーパーファミスタ2          |
| トリプルAクラス  | コズモプラネッツ       | 陣高 英成     | スーパーファミスタ2          |
| トリプルAクラス  | メカニカルロボッツ     | ジェットE     | ワールドスタジアムEX         |
| トリプルAクラス  | 徳川チェリーズ         | 諸大 家康     | ワールドスタジアム3          |
| トリプルAクラス  | ヒーローズ             | 昔野井 仁     | スーパーファミスタ2          |
| リバイバル       | 草野球エラーズ         | （再登場）    | （再登場）                   |
| リバイバル       | レッズ                 | （再登場）    | （再登場）                   |
| リバイバル       | サウルス               | （再登場）    | （再登場）                   |
| リバイバル       | 草ヤンキース           | 戸坂 きめる   |                              |
| リベンジマッチ   | シスターズ1号          | （再登場）    | （再登場）                   |
| リベンジマッチ   | シスターズ2号          | （再登場）    | （再登場）                   |
| リベンジマッチ   | パワーズ               | （再登場）    | （再登場）                   |
| リベンジマッチ   | ブーヤンズ             | デイブ・M     |                              |
| （イベント戦）   | アクダマーズ           | 阿久 玉三郎   | 携帯アプリ版                 |
| （イベント戦）   | 宝船ホーセン           | 宝船 福太郎   |                              |
| （スカウト限定） | ナムコスターズ         | （無し）      | プロ野球ファミリースタジアム |
| （スカウト限定） | 戦国サムライズ         | （無し）      | プロ野球 ファミスタDS2009    |

### ファミスタチャレンジ
「オープン戦で3勝」「ピッチング施設をレベル3にする」「ファンの人数を500人以上にする」「選手名鑑に10人以上掲載」などの課題をクリアして行くと、課題に応じたボーナスポイントやアイテムがもらえる。